# 鶴岡工業高等專門學校
38°42′35.4″N 139°47′50.9″E / 38.709833°N 139.797472°E
鶴岡工業高等專門學校（National Institute of Technology, Tsuruoka College）

## 簡介
日本國立高等專門學校之一，位於日本山形縣，它成立於1963年，為學生提供中學教育之後的五年教育。設有4個部門，分別為機械工學科、電氣電子工學科、情報控制工學科、物質工學科。2003年設置專攻科（學士課程）分別為物質工學專攻、機械電氣系統學專攻

## 教育組織

### 本科（副學士課程）
- 機械工学科
- 電氣電子工学科
- 情報制御工学科
- 物質工学科

### 專攻科 （學士課程）
- 物質工學專攻
- 機械電氣系統學專攻[3]

## 外部連結
- 鶴岡工業高等專門學校（页面存档备份，存于）